# Операција Маркет гарден
Операција Маркет гарден (енгл. Operation Market Garden) је била савезничка војна операција која је покренута током Другог светског рата, у септембру 1944. Главни циљ операције је било заузимање мостова на главним речним токовима на територији Холандије под немачком контролом, како би се омогућио брз продор савезничких снага у само срце нацистичке Немачке и рат привео крају до Божића.

## Позадина
Немци су половином септембра 1944. године зауставили снаге Савезника на утврђеној Зигфридовој линији. Неорганизоване и јако издужене комуникације за снабдевање савезничких снага изазивале су велике потешкоће у нормалном снабдевању муницијом и погонским горивом.

## План
Планом је замишљено да савезничка 1. ваздушно-десантна армија, 1. британска ваздушно-десантна дивизија, 82. америчка ваздушно-десантна дивизија, 101. америчка ваздушно-десантна дивизија и пољска падобранска бригада под заповједништвом генерала Алберта Браунинга изврше десант 17. септембра 1944. с циљем заузимања мостова на рекама и каналима уздуж главне осе напада савезничке 2. британске армије (8, 12. и 30. корпус) Ајндховен – Граве – Најмеген – Арнем, којом је заповедао генерал Мајлс Демпси и која је имала задатак да избије што пре у подручје северно од реке Рајне.
Ваздушно десантне јединице је требало да се спусте на сљедећа подручја: 1. британска ваздушно-десантна дивизија и пољска падобранска бригада око града Арнема, 82. америчка ваздушно-десантна дивизија око града Најмегена, а америчка 101. ваздушно-десантна дивизија на подручју од града Граве до града Ајндховена. Кроз коридор ваздушно десантних дивизија требало је да наступа 2. британска армија с 30. корпусом (ирска гардијска оклопна дивизија, 43. и 50. пешадијска дивизија, као и 8. оклопна бригада) на главном смеру напора, са 8. корпусом (11. оклопна дивизија, 3. пешадијска дивизија и белгијска пешадијска бригада) је по плану требало да наступају на помоћном смјеру напора, на десном крилу 2. британске армије и 12. корпус (7. оклопна дивизија, 15 и 53. пешадијска дивизија) на помоћном смјеру напора, на лијевом крилу 2. британске армије. Овако распоређена 2. британска армија требало је да избије у подручје Ијсел мора до реке Ијсел, а затим да заокрене на исток, и започне са припремама за наступање до линије Хам – Минстер – Оснабрик – Рајна, а тежиште напора прешло би на лево крило како би се обухватила област Рура са севера.
На другој страни, насупрот 2. британској армији стајала је новоуспостављена немачка 1. падобранска армија под командом генерала Курта Штудента која је од 10. до 17. септембра 1944. ојачана са седам слабијих пешадијских дивизија (719, 85, 59, дивизија Валтер, 7, 176 и 275. пешадијска дивизија) имала је темељни задатак да организује задржавајућу одбрану на многобројним холандским каналима и рекама, и да тако створи услове за прелазак у противнапад њемачког 2. СС оклопног корпуса (9. и 10. СС оклопна дивизија) размештеног у области Арнем – Девентер - Апелдорн и снага Фелдкора (84. и 406 пешадијске дивизије) размештених на ријеци Меза од Рајхсвалда до Венлоа.

## Операција

### Ваздушне припреме
Ваздушне припреме Савезника трајале су пет дана (од 11. до 16. септембра 1944. године), а у њима је учествовало целокупно бомбардерско ваздухопловство (око 4.700 тешких и око 6.000 средњих бомбардера). Избачено је више од 13.000 тона бомби на саобраћајне мреже у Рајнској и Рурској области. Од 16. септембра напад је усмерен на авионске писте с темељним циљем уништења немачког ваздухопловства, а сутрадан непосредно пре самог почетка десанта 1.134 тешка бомбардера напала су положаје немачке ПВО артиљерије уздуж смера кретања ваздушног десанта. Истовремено 212 авиона је подупрло напад британске 2. армије који је кренуо копном.
Од укупно 4.600 савезничких авиона који су извршили борбене летове тог дана, изгубљено је само 73 авиона. Ваздушни десант кренуо је у 1.546 пријевозних (транспортних) ваздухоплова и 478 једрилица, а пратило их је 1.240 ловачких авиона, а у њима су биле укрцане јединице 1, 82. и 101. ваздушно-десантне дивизије. Немачко ловачко ваздухопловство пружало је скоро никакав отпор, али је немачка противавионска одбрана оборила 35 транспортних авиона и 13 једрилица. Путем је изгубљено још 46 једрилица. Спуштање првих падобранских десантних таласа почело је у 13:00 часова. Прва ваздушна дивизија спустила је 1. падобранску бригаду и дио једриличарске бригаде у одређена подручја 8 до 13 km западно од Арнема. Одмах након успешног приземљења једриличарска бригада организовала је одбрану десантне зоне, а 1. падобранска бригада с три падобранска батаљона кренула је у смеру града Арнема ради заузимања мостова. Због јаког отпора Вафен-СС јединица и делова 9. оклопне дивизије, само се 2. падобрански батаљон успешно пробио до мостова, а друга два батаљона задржана су код Остербека. До краја дана британска 1. дивизија водила је низ тешких бојева и борби.

### Борбе за мостове
Први падобрански десантни таласи 82. америчке ваздушно-десантне дивизије заузели су мост на реци Мезе код града Храве, два моста на каналу Мез – Ваал и узвишење код Гроесбека, око 6 km јужно од града Најмегена, али мост у самом граду нису успели да заузму. Четири моста код града Вегхела и мост код Синт Оеденродеа заузела је америчка 101. ваздушно-десантна дивизија, али опет, ни ова дивизија се није могла пробити до града Ајндховена, јер су немачки инжењерци срушили мост на Сони. Британска 2. армија је истовремено кренула у напад, након артиљеријске припреме из 400 топова и око 100 бомбардера. Јединице 30. корпуса започеле су напад у 14:35 часова, с гардијском оклопном дивизијом на главном смеру напора. Међутим, околно је земљиште било мочварно, па су тенкови напад спроводили у колони, а како су наилазили на јак отпор до краја дана напредовали су само 10 km.
Крилни корпуси 8. и 12. тек су се припремали за напад који ће отпочети тек након 24 часа. Појачане другим таласом ваздушног десанта другог дана ваздушно-десантне јединице и даље су водиле битке за проширење коридора којим је требало да напредују копнене снаге 2. британске армије. Тако је британска 1. ваздушно-десантна дивизија према мосту у граду Арнему упутила очигледно премале снаге (само два батаљона) које нису могле да заузму мост који су жилаво браниле немачке јединице, 82. ваздушно-десантна дивизија жилаво се бранила, али није успела да заузме мостове у граду Најмегену, 101. ваздушно-десантна дивизија је успела да прошири клин све до првих кућа града Ајндховена и да успостави везу са снагама гардијске оклопне дивизије, али гардијска дивизија је била изразито спора у напредовању и другог дана једва да је померила линију за 10 km. Крилни корпуси (8. и 12.) започели су напад, али се нису помакнули уопште са полазних линија. 
Другог дана, ваздушно-десантне дивизије су водиле изузетно тешке борбе одбијајући напад немачких снага на мостобран код града Арнема као и на бокове коридора. Због лошег времена савезничко ваздухопловство није могло да пружи подршку ваздушно-десантним дивизијама. Лоше време онемогућило је и пребацивање пољске падобранске бригаде која је требало да појача снаге британске 1. ваздушно-десантне дивизије. Због тога као и због лошег положаја у којем се налазила, британска 1. ваздушно-десантна дивизија није била у могућности да пошаље појачање батаљону пуковника Фроста који се једва држао код моста у граду Арнему. Истовремено, гардијска оклопна дивизија је појачала напад, али није успела да заузме град Најмеген, а крилни корпуси (8. и 12.) напредују свега око 10 km.
Трећег дана сви напори су уложени да се помогне снагама 1. ваздушно-десантне дивизије, али је све остало само на покушајима. Наиме, време и даље није допуштало употребу ваздухопловства, па се Пољска падобранска бригада није могла пребацити авионима у помоћ снагама 1. ваздушно-десантне дивизије које су се сада већ налазиле у изузетно тешкој ситуацији. Гардијска оклопна дивизија никако није успевала да заузме град Најмеген и ту је изгубила цео дан. Тек када су делови 5о4. падобранског пука америчке 82. ваздушно-десантне дивизије прешли ријеку Ваал и напали град са севера, око 18:45 снаге гардијске оклопне дивизије успеле су да заузму град. Но, немачке оклопне снаге разбиле су изоловани 2. падобрански батаљон на мосту код Арнема, а остале снаге 1. ваздушно-десантне дивизије потиснуте су у шуму код Остербека. Немачке нападе на бокове коридора и даље су успешно одбијале јединице 82. и 101. ваздушно-десантне дивизије, а крилни корпуси (8. и 12.) никако нису успевали да се коначно помакну с места.

### Битка за Арнем
Током периода од 21. до 26. септембра 1944. године главни напори 2. британске армије били су усмерени на помоћ 1. британској ваздушно-десантној дивизији код града Арнема као и на осигурање прелаза преко реке Рајне. Међутим, све је било узалудно. Гардијска оклопна дивизија никако није могла да се пробије преко Елста до Арнема, а Пољска падобранска бригада (која је ипак спуштена 2. септембра западно од Елста) и 43. пешадијска дивизија пробиле су се до обале Рајне, али је отпор немачких снага био веома снажан, па су ове јединице водиле борбе за покушај прелаза преко Рајне. За то време немачке снаге су потпуно одбациле јединице 1. ваздушно-десантне дивизије.
Око 300 пољских падобранаца и 250 британских пешадинаца ипак су прешли реку Рајну и придружили се јединицама опкољење 1. ваздушно-десантне дивизије али је њихов број био премали да би омогућио успешну одбрану мостобрана. Снаге 1. ваздушно-десантне дивизије биле су окружене на веома скученом простору (1 x 2 km) где су стално биле изложене тешкој артиљеријској паљби и сталним тенковским и пешадијским нападима дословно са свих страна. Како се никако није могло послати појачање окруженој 1. ваздушно-десантној дивизији, ноћу с 25. на 26. септембра у јуришним чамцима на пријатељску (властиту) обалу пребачено је једва 2.163 војника из састава 1. ваздушно-десантне дивизије, 150 пољских падобранаца и 75 британских пешадинаца који су покушали да помогну опкољеној дивизији. Укупни губици 1. ваздушно-десантне дивизије износили су 1.130 мртвих и 6.450 заробљених припадника те дивизије. Тежак пораз који је ова дивизија претрпела, не извршивши основни задатак, може се слободно приписати савезничкој нереалној процени немачких снага и њихових борбених могућности.
У међувремену 8. корпус избио је на линију Хелмонд – Гемерт и левим крилом је успоставио везу са јединицама 30. корпуса код Синт Антониса. Западно од пута Ајндховен – Најмеген наставиле су с продором снаге 12. корпуса, али оне нису успеле да заузму Бест. Након напуштања мостобрана код Арнема током 27. до 30. септембра главни напор 2. британска армија улаже на осигурање мостобрана код града Најмегена. Међутим, немачке снаге и даље су снажно нападале и то истовремено на мостобран и бокове снага 2. британске армије. У нападу су учествовале следеће немачке јединице: 1. немачка падобранска армија, 15. пешадијска армија, делови 9. и 116. пешадијске дивизије, 9. и 10. СС оклопна дивизија и 107. оклопна бригада, као и друге борбене јединице које су немачке снаге саставиле од дијелова обичних јединица, али и Вафен-СС јединица. Исто тако око 600 немачких авиона покушало је 27. септембра да поруши мостове у граду Најмегену, а када им то није успело, послали су рониоце специјалних јединица, који су експлозивом тешко оштетили железнички и путни мост у граду Најмегену.

## Крај битке
Жртве:
| Жртве    | Погинули      | Рањени | Нестали | Заробљени |
| -------- | ------------- | ------ | ------- | --------- |
| Немачка  | 4.000 - 8.000 |        |         |           |
| Британци | 6.484         |        | 851     | 6.450     |
| САД      | 3.542         |        |         |           |
| Пољаци   | 102           | 309    |         |           |

Уз ове погинуле, треба додати и Холанђане, што чланове покрета отпора, што цивиле. Тај број остаје непознат.
Ово бојиште се дефинитивно стабилисало 30. септембра, а Арнемски десант био је до тада највећи спроведен на такав начин. Од 17. до 26. септембра спуштено је 34.876 падобранаца 5.227 тона разноврсног ратног материјала, 1.927 возила и 568 артиљеријских оружја.
Британски фелдмаршал Монтгомери касније ће изјавити како сматра да је операција више од 80% успела.